# Jade Lebastard
Pour les articles homonymes, voir Lebastard.
Jade Lebastard, née le 3 mai 1998 à Château-Gontier, est une footballeuse française évoluant au poste de gardienne de but.

## Carrière

### Carrière en club
Jade Lebastard évolue dans sa jeunesse au SC Sainte-Gemmes-d'Andigné. En 2013, elle rejoint l'EA Guingamp ; elle y réalise ses débuts en première division lors de la saison 2014-2015. 

### Carrière en sélection
Elle compte deux sélections en équipe de France des moins de 16 ans en 2014, et dix sélections en équipe de France des moins de 17 ans entre 2014 et 2015, une sélection en équipe de France des moins de 19 ans en 2016, et une sélection en équipe de France des moins de 20 ans en 2016.

## Palmarès
Avec la sélection nationale, elle remporte le championnat d'Europe des moins de 19 ans 2016 et atteint la finale de la Coupe du monde des moins de 20 ans 2016 ainsi que du championnat d'Europe des moins de 19 ans 2017..